# Leptophis modestus
Leptophis modestus är en ormart som beskrevs av Günther 1872. Leptophis modestus ingår i släktet Leptophis och familjen snokar. Inga underarter finns listade i Catalogue of Life.
Arten förekommer med flera från varandra skilda populationer i södra Mexiko, Guatemala, norra El Salvador och Honduras. Den lever i bergstrakter mellan 1500 och 2000 meter över havet. Individerna vistas i molnskogar och i andra fuktiga bergsskogar. Honor lägger ägg.
Intensivt skogsbruk samt skogens omvandling till betes- eller jordbruksmarker hotar beståndet. IUCN kategoriserar arten globalt som sårbar.